# ブリアン・マンシージャ
ブリアン・マンシージャ（Braian Mansilla，1997年4月16日 - ）は、アルゼンチン・サンタフェ州ロサリオ出身のサッカー選手。SCファレンセ所属。ポジションはフォワード。

## 経歴

### クラブ
ラシン・クラブの下部組織出身で、2015年10月19日、ボカ・ジュニアーズ戦でプロデビューした。
2016年、キルメスACにレンタル移籍した。2月13日、CAコロン戦で移籍後初出場。CAベレス・サルスフィエルド戦で移籍後初得点を記録した。
2017年3月2日、コパ・スダメリカーナのリオネグロ・アギラス戦でラシン・クラブでの初得点を記録した。

### 代表
2017年、U-20アルゼンチン代表として2017 南米ユース選手権に出場した。コロンビア戦とブラジル戦では得点を記録した。
2017 FIFA U-20ワールドカップにも出場した。